# Eustochia Calafato
Eustochia Smeralda Calafato (Messina, 25 marzo 1434 – Messina, 20 gennaio 1485) è stata una monaca cristiana e badessa italiana dell'ordine delle clarisse, fondatrice del monastero messinese di Montevergine.
Fu Beatificata da papa Pio VI nel 1782 e proclamata santa nel 1988 da papa Giovanni Paolo II.

## Biografia
Molto si sa sulla vita di Santa Eustochia Smeralda grazie ad uno scritto biografico redatto da una sua consorella suor Jacopa Pollicino che con Smeralda rimase sempre legata fino alla morte. Fu realizzata due anni dopo la nascita in cielo della santa e rinvenuto solo negli anni quaranta del XX secolo.

### La Nascita e l'adolescenza
Suor Eustochia, al secolo Smeralda Calafato, era figlia di Bernardo Calafato, ricco mercante messinese e di Mascalda Romano Colonna. Il vero nome del padre pare fosse Bernardo Cofino che era nominato Calafato perché era calafatore cioè un incantramatore di barche mentre la madre era una donna di fede che trasmise alla figlia già in tenera età. Smeralda fu la quarta di sei figli.
Nell'anno in cui venne alla luce, la città di Messina fu colpita da un'epidemia di peste ed i genitori di Smeralda, per sfuggire alla pestilenza, decisero di recarsi fuori dalla città, presso il vicino Villaggio della SS. Annunziata e fu lì, presso una mangiatoia, che la madre Mascalda la diede alla luce il 25 marzo 1434 di giovedì santo e giorno dell'Annunciazione.
Si tramanda che sin da piccola la sua bellezza non passasse inosservata. 
Sua madre la indirizzò verso la pratica religiosa verso cui Smeralda si sentiva molto attratta ma il padre e i fratelli volevano che si sposasse. E così all'età di 11 anni la fecero fidanzare con Nicolò Perrone, un mercante di 35 anni, il quale, però, morì nel 1446 alla vigilia delle nozze. Due anni dopo, nel 1448, fu promessa in sposa ad un altro giovane che morì addirittura prima di conoscerla.

### La chiamata Divina
Questi avvenimenti pur traumatici per Smeralda erano preludio che la sua vita e il suo cuore era destinato a cose celesti. All'età di 14 anni ebbe la chiamata del Signore. Come si apprende dagli scritti di Suor Jacopa, un giorno si trovava a passeggiare presso il suo luogo natale ed entrò in una piccola chiesa che era l'eremo di San Nicola dove ella da piccola si battezzò. Lì dentro ebbe la visione in un'atmosfera caliginosa che i santi improvvisamente si muovessero luminosi e gli altri oggetti e tutto il resto rimase al buio. Fu colpita da quella esperienza ed ella sentì incondizionatamente di abbandonarsi al Signore e di rinunciare a qualsiasi forma di ricchezza con il disprezzo delle cose terrene.

### La vita da clarissa
A 15 anni decise di prendere i voti contro il parere dei familiari, i suoi fratelli minacciarono pure di bruciare il monastero; I conflitti familiari la portarono pure a tentare di fuggire dalla casa paterna ma inutilmente. Nel 1448 suo padre morì durante un viaggio e più nulla distolse da questo proposito la giovane Smeralda che finalmente poté appagare il suo desiderio entrando nel monastero di Basicò ove rimase per oltre dieci anni, con il nome di suor Eustochia.
Amante della povertà, come cella preferì un sottoscala; viveva in penitenza dormendo sulla nuda terra e portando il cilicio. Si adoperava con entusiasmo e dedizione, con forte vocazione, faceva lavori umili, viveva con mortificazioni, nella preghiera e assisteva le inferme. 
Ma in quel monastero nel contempo colse e ritenne che non si osservasse alla lettera la regola delle clarisse ed a questo proposito ebbe molte discussioni con le consorelle e con la badessa. Accadeva che, per venire incontro alle esigenze delle ragazze di buona famiglia che non intendevano rinunciare alle loro comodità, venivano date dispense e favoritismi perdendo di vista lo spirito di povertà che doveva animare le clarisse Il monastero di Basicò all'epoca era uno dei più importanti della Sicilia   ed asilo delle nobili fanciulle e quindi oggetto dei privilegi del re.
Allora Eustochia iniziò a ricercare altrove ciò che mancava a Basicó, progettò una riforma e chiese al Papa Callisto III il permesso di fondare un nuovo monastero. Così con un decreto, dopo altre difficoltà, con due bolle del 1457 e del 1458 ella ottenne l'autorizzazione.
Grazie agli aiuti finanziari da parte di sua madre e della sorella, Eustochia si trasferì nel nuovo monastero di S. Maria Accomandata, assieme alla madre, la sorella Mita, la nipote Paola, suor Lisa Rizzo e suor Jacopa Pollicino, che avevano abbandonato S. Maria di Basicò.
All'inizio la Calafato ebbe, comunque, l'ostilità della badessa e di tutto il clero, e solo una bolla di Pio II (1461) riuscì ad obbligare i frati minori osservanti a seguire la vita spirituale delle religiose del monastero.
Eustochia Smeralda riuscì ad avere una copia del manoscritto redatto di pugno proprio da Santa Chiara d'Assisi dell'omonima regola alla quale si riformò per la direzione della comunità. Esso poi andò perduto per molti anni per poi essere miracolosamente ritrovato nel 1681 sulla spalla sinistra del suo corpo incorrotto, dopo quasi due secoli dalla sua morte. Del ritrovamento ne volle assistere una consorella inferma costretta all'immobilità e quando fu accompagnata, dopo aver pregato, ella guarí riuscendo a stare in piedi ed a camminare.

### La fondazione del monastero di Montevergine
Nei locali della Accomandata, che sembra fossero costituiti dai resti di un vecchio ospedale, presto il numero delle consorelle aumentò velocemente e questi diventarono anche inadeguati ed insufficienti. Così grazie alla generosità di Bartolomeo Ansalone, nel 1463, suor Eustochia ottenne di poter stabilire la comunità con le Clarisse Riformate, nei locali di Montevergine, in un nuovo complesso claustrale nel quale ella iniziò ad essere la guida spirituale delle sue consorelle che si erano ormai a lei affidate educandole allo spirito del francescanesimo, spronandole alla passione di Cristo, alla preghiera, basandosi ad esempio sulle sue esperienze ascetiche. 
Il suo monastero ebbe scambi culturali e spirituali con altre case dell'Osservanza, in una vera e propria rete di monache-umaniste tra le quali spicca ad esempio Camilla da Varano, ossia suor Battista da Camerino.
Eustochia Smeralda come Santa Chiara viveva la consacrazione a Dio con estrema povertà, sull'aiuto del prossimo e nella fervente preghiera. Una sua supplica al Crocifisso mostra da quale desiderio di soffrire fosse animata:
Per rafforzare la fede delle religiose e la completa dedizione a Dio, Eustochia scrisse un libro sulla Passione, in seguito andato perduto. Annotava le grazie ricevute in una sua agenda e leggeva continuamente le Laudi di Iacopone da Todi e le cantava assieme ad inni religiosi alla Madonna e a Cristo. Tra i suoi libri c'era il Monte de la orazione, un trattato ascetico scritto in toscano e in siciliano, e quelli di teologia.
Con la sua costituzione nascondeva sempre i disturbi che affliggevano il suo corpo,  ed è stata protagonista di diversi eventi prodigiosi durante la vita e dopo il suo trapasso. 

### Morte
Al momento della sua morte, avvenuta il 20 gennaio 1485, nel monastero c'erano già 50 consorelle. Queste furono le sue parole a loro rivolte prima di morire: 
Dopo la morte in odore di santità fu riesumata più volte. Manifestava una perfetta conservazione e stato esteriore, come se dormisse, emanava un profumo soave. All'inizio si notarono due rivoli di sangue uscire dalle sue narici e avvenne anche che il corpo trasudava. Ma le consorelle avvertirono anche dei segnali, come battiti, rumori, interpretandoli come se stesse comunicando la sua volontà da parte di Dio di non voler essere sepolta e da allora si prese la decisione di esporla alla venerazione, come avviene fino ad oggi. Anche i rumori, come tocchi di campana, colpi alle porte e finestre, profumi soavi avvengono fino ad oggi e sono interpretati come dei segnali di approvazione e disapprovazione delle decisioni che da allora si prendono nel convento.

## Miracoli
Poco dopo la morte il corpo della santa si mosse piegando le dita della mano destra in atto di benedire una sua consorella. Da allora le dita sono rimaste in quella posizione.
Si tramanda che la santa abbia ricevuto le stimmate, che sia guarita miracolosamente dalla peste del 1478-79 e che guarì dal morbo le sue consorelle.
Nel 1615 ci fu una crisi sismica e le consorelle rimisero il corpo nell'oratorio nel suo stallo d'origine e pregavano la santa. Ad un certo punto le labbra si schiusero intonando il primo verso del salmo dell'ufficio che le sorelle continuarono commosse. Da quel momento in poi le scosse di terremoto terminarono. 

## Il corpo incorrotto
Nel 1690 l'allora arcivescovo di Messina ne annotó alla S. Congregazione un esame sul suo corpo da lui diligentemente veduto. Tra i particolari che annotò vi è quello della mano destra cui due dita sono distese in segno di benedizione, le braccia che si sollevano e si abbassano, il naso definito bellissimo, il corpo integro e ricoperto di pelle, pur la carne al tatto disseccata.
Il suo corpo ha resistito al terremoto del 1783, al terremoto del 1908 ed alla seconda guerra mondiale. In particolare durante la guerra un ordigno colpì il monastero vicino ai piedi della santa ma non esplose.

## Culto
Da un decreto del senato di Messina del 1777 avviene ogni anno l'offerta del "cero di 38 libbre lavorate" e la visita al suo tempio il 22 agosto o il 20 gennaio, tradizione ripresa nel 1957 dopo un'interruzione negli anni 1860-70
Il suo corpo, dopo più di cinque secoli, è ancora incorrotto: è rimasto intatto anche dopo il terremoto di Messina del 1908 ed è conservato in una teca di vetro, in posizione eretta, nel Monastero di Montevergine di Messina.
Fu beatificata da Pio VI il 22 agosto 1782 e venne canonizzata da Giovanni Paolo II l'11 giugno 1988, durante una sua visita a Messina, nella Chiesa di Montevergine. Il papa la definì la "Santa in piedi"
Viene ricordata il 20 gennaio: 
(Martirologio Romano)
Secondo alcuni critici d’arte, Eustochia sarebbe stata ritratta da Antonello da Messina nel quadro che raffigura l’Annunziata.